# Ковалёв, Иван Сидорович
Иван Сидорович Ковалёв (белор. Іван Сідаравіч Кавалёў; 29 мая 1913 года, г. Ярцево, Смоленская губерния — 17 декабря 1987 года) — белорусский учёный в области прикладной электроники и радиотехники, первый ректор Белорусского государственного университета информатики и радиоэлектроники.
Член-корреспондент Национальной академии наук Беларуси (1969), доктор технических наук (1966), профессор (1966).

## Биография
Окончил Ленинградский электротехнический институт (1941). С 1947 года работал преподавателем, заместителем декана, доцентом Ленинградского электротехнического института. В 1953—1956 годах — заместитель директора по учебной и научной работе Таганрогского радиотехнического института (ныне — Таганрогский государственный радиотехнический университет), в 1956—1962 годах — ректор Рязанского радиотехнического института (ныне — Рязанский государственный радиотехнический университет).
С 1962 года работал заведующим кафедрой Белорусского политехнического института (ныне Белорусский национальный технический университет). С марта 1964 года по февраль 1973 года — ректор Минского радиотехнического института (ныне — Белорусский государственный университет информатики и радиоэлектроники). В 1973—1975 годах — заведующий кафедрой Минского радиотехнического института. В 1976 году старший научный сотрудник-консультант Института технической кибернетики. С 1977 года работал заведующим лабораторией Отдела физики неразрушающего контроля АН БССР (с 1980 года — Институт прикладной физики).

## Научная деятельность
Научные работы в области радиоэлектроники сверхвысоких частот. Основоположник нового для Беларуси научного направления — миниатюризации волноводных трактов, приборов и устройств СВЧ. Выполнил исследования по теории направляющих систем и резонаторов, проблемам антенно-фидерных устройств и распространения радиоволн. Предложил и разработал метод расчета электрических ротаметров симметричных и несимметричных полосковых волноводов с воздушным заполнением. Провел расчет радиоцепей на туннельных диодах. Автор более 50 научных работ, в том числе 3 монографий.

### Основные труды
- Расчет затухания волн в прямоугольных волноводах при помощи комплексного вектора электромагнитного поля. — М., 1956.
- Основы теории и расчета устройств СВЧ. — Минск, 1972.
- Прикладная электродинамика. — Минск, 1978.

## Награды и премии
- Орден Красного Знамени (1944)
- Орден Трудового Красного Знамени (1967)